# Karl Heinrich Ulrichs
Karl Heinrich Ulrichs (Aurich, 1825. augusztus 28. –  L’Aquila, 1895. július 14.), német jogász, melegjogi aktivista.

## Élete
Ulrichs az észak-német Aurichban született 1825-ben. Visszaemlékezései szerint gyerekkorában szeretett lány ruhában járt, lányokkal játszani, és lány szeretett volna lenni. Első homoszexuális kapcsolata 14 évesen volt, lovaglás-oktatójával. 1846-ban jogi és teológiai diplomát szerzett Göttingeni Egyetemen.  1846 és 1848 között történelmet tanult a berlini Humboldt Egyetemen.
1849 és 1857 között fogalmazóként dolgozott a hildesheimi bíróságon. 1859-ben homoszexuális hajlamai miatt elbocsátották. Az elbocsátás hatására Ulrichs írni kezdett, esszéiben a homoszexualitás büntetőjogi üldözése ellen érvelt. Folyamatosan meggyűlt a baja a rendőrséggel, ezért a következő két évtizedben városról városra járt Németországban, élt Szászországban, Berlinben, Münchenben, Würzburgban és Stuttgartban. 
1879-ben önként vállalt száműzetésként Olaszországba költözött, 1883-ban L’Aquilában telepedett le. 1895-ben a Nápolyi Egyetem díszdoktorává avatták. Még ugyanabban az évben meghalt.

## Melegjogi tevékenysége
1862-ben Numa Numantius álnéven esszéket kezdett írni, amelyek Forschungen über das Räthsel der mannmännlichen Liebe (Kutatások a férfiak közti szerelem rejtélyéről) címen egy kötetben is megjelentek. Írásaiban a hozzá hasonlóan homoszexuális embereket urningnak (uráni) nevezi, az azonos neműekhez való vonzódást pedig - amelyet természetesnek, biológiai eredetűnek ír le - uránizmusnak. Megközelítését az anima muliebris virili corpore inclusa (férfi testbe szorult női lélek) latin mondattal foglalja össze. Az urning (és annak párja a dioning) elnevezést Platón Symposiumára vezeti vissza: a dialógus a szerelem két típusát különbözteti meg, az egyiket a férfiből (Uranos), a másikat a nőből (Dione) születő Aphrodité szimbolizálja. 
Nem sokkal később saját neve alatt kezd el írni, amikor erkölcsi és jogi segítséget nyújt egy homoszexualitásért elítélt férfi számára. 1867. augusztus 29-én Ulrichs beszédet mond el a Német Jogásztársaság müncheni kongresszusán, amelyben saját homoszexualitására is hivatkozik. Az eseményt úgy tartják számon, mint az első olyan nyilvános beszédet, amelyben egy szexuális irányultságát nyíltan vállaló személy száll síkra a homoszexuálisok jogaiért. Beszédét bekiabálásokkal szakították félbe. Két évvel később Kertbeny Károly megalkotta a homoszexualitás szót, az 1870-es években pedig a szexuális orientáció széles körben vitatott kérdéssé vált.

## Az utókor emlékezete
Ulrichs személye és munkássága sokáig feledésbe merült, ám az utóbbi években egyre inkább a figyelem középpontjába került. Utcát neveztek el róla Münchenben, Brémában és Hannoverben. A Nemzetközi Meleg és Leszbikus Szövetség (ILGA) éves díját is Ulrichs-ról nevezték el.

## Külső hivatkozások
- Részletes életrajz
- A glbtq szócikke Karl Heinrich Ulrichsról